# Pseudocercospora crousii
Pseudocercospora crousii är en svampart som beskrevs av U. Braun & M.A. Dick 2002. Pseudocercospora crousii ingår i släktet Pseudocercospora och familjen Mycosphaerellaceae.   Inga underarter finns listade i Catalogue of Life.